# مات بيشوف
مات بيشوف (بالإنجليزية: Matt Bischoff)‏ هو لاعب كرة قاعدة أمريكي، ولد في 21 مايو 1987 في ديكاتور في الولايات المتحدة.

## وصلات خارجية
- مات بيشوف على موقعبيزبول رفرنس.كوم (الدوري الثانوي) (الإنجليزية)
- مات بيشوف على موقع مشجعي الرسوم البيانية (الإنجليزية)